# المزرعة (بيروت)
المزرعة هي منطقة من مناطق مدينة بيروت العاصمة اللبنانية. تمتد بين البسطة وخندق الغميق ورأس النبع، وكورنيش المزرعة والطريق الجديدة، وصولا إلى قصقص والمدينة الرياضية. تعتبر من أكبر مناطق بيروت مساحة ويسكنها غالبية [[سنية]]